# Lanugonychia flabellum
Lanugonychia flabellum är en svampdjursart som beskrevs av Lendenfeld 1915. Lanugonychia flabellum ingår i släktet Lanugonychia och familjen Rossellidae.
Artens utbredningsområde är havet utanför Chile. Inga underarter finns listade i Catalogue of Life.